# عمود حجري
عمود حجري (بالإنجليزية: Batu Heren)‏ العمود الحجري، في أساطير الملايو الذي يرفع السماء ويمسكها، ويحميها من الوقوع.